# Stadio Hamad bin Khalifa
Lo stadio Hamad bin Khalifa (in arabo ملعب حمد بن خليفة‎?, Maleab Hamd bin Khalifa), noto anche come stadio Al Ahly, è un impianto sportivo di Doha, in Qatar. Ospita le partite interne dell'Al-Ahli Doha e dell'Al-Sailiya e poteva, inizialmente, contenere 12 000 spettatori, prima della ristrutturazione del 2015, che ha portato lo stadio ad avere una capienza di 18 000 spettatori. Ospita regolarmente gare di atletica leggera.